# Christian M. Piska
Christian M. Piska (* 19. Juli 1969 in Wien) ist ein österreichischer Jurist.

## Leben
Er studierte Rechtswissenschaft an der Universität Wien (Mag. iur. 1991, Dr. iur. 1994, Habilitation 2002). Seit 2002 ist er außerordentlicher Universitätsprofessor am Institut für Staats- und Verwaltungsrecht der Universität Wien.
Seine Forschungsschwerpunkte sind disruptive Technologien, Fremden- und Asylrecht im Kontext disruptiver gesellschaftlicher Veränderung und Globalisierung, Versammlungsrecht, Regulierungsstrategien, Blockchain-Technologie in Wirtschaft und Verwaltung, Smart contracts, Kryptowährungen, Bitcoin & Co, Technologierecht, Regulierung, zukunftsorientierte Phänomene und Innovationen, Umweltrecht, öffentliches Wirtschaftsrecht, Völker- und Europarecht, Umweltverträglichkeitsprüfung, Abfallwirtschaftsrecht, Verkehrsrecht, ordentliche Gerichtsbarkeit, Gerichtsbarkeit des öffentlichen Rechts, UVS, Rechtstheorie und Didaktik und Motivation.

## Schriften (Auswahl)
- Das Prinzip der festen Geschäftsverteilung in der ordentlichen Gerichtsbarkeit. Wien 1995, ISBN 3-214-07935-2.
- mit Stefan Hammer, Dieter Kolonovits, Gerhard Muzak und Gerhard Strejcek (Hg.): Besonderes Verwaltungsrecht. Wien 2012, ISBN 978-3-7089-0650-8.
- (Hg.): Casebook Einführung in die Rechtswissenschaften. Strategische Anleitung und Arbeitsbuch. Wien 2019, ISBN 3-7089-1782-0.
- mit Oliver Völkel (Hg.): Blockchain rules. Wien 2019, ISBN 3-214-02473-6.